# کارل آیکان
کارل آیکان (انگلیسی: Carl Icahn زاده ۱۶ فوریه ۱۹۳۶ میلادی) کارآفرین، معامله‌گر و سرمایه‌دار آمریکایی است، که در زمینه مبادلات سهام اختصاصی، مدیریت سرمایه‌گذاری، معاملات املاک و مستغلات و مدیریت قمارخانه فعالیت می‌کند.
آیکان فعالیت حرفه‌ای خود را از سال ۱۹۶۱ در وال‌استریت آغاز کرد. وی در سال ۱۹۶۸ شرکت آیکان اینترپرایسز را تأسیس نمود. او در دهه هشتاد با تصاحب خصمانه و فروش دارایی‌های شرکت هواپیمایی ترنس ورلد ایرلاینز مشهور شد.
وی هم‌اکنون با دارایی خالص ۱۶٫۶ میلیارد دلار، در رتبه ۲۳ از فهرست ثروتمندترین افراد جهان قرار دارد.
کارل آیکان تاکنون مالکیت سهام شرکت‌های بسیاری را در اختیار داشته‌است، که برای نمونه می‌توان به شرکت‌های: تکزاکو، شرکت نفت فیلیپس، وسترن یونیون، ویاکوم، مارول کامیکس، یو. اس. استیل، موتورولا، رولون، موتورولا سولوشنز، استراتوسفر لاس وگاس، هتل‌های فئرمونت، بلاکباستر، بلک‌بری لیمیتد، تایم وارنر، موتورولا موبیلیتی، هربالایف، تالیسمن انرژی، تیک-تو اینتراکتیو و نتفلیکس اشاره کرد.